# Donald Linden
Donald Linden (Donald Stacey „Don“ Linden; * 12. Oktober 1877 in Slough, England; † 13. März 1964 in Toronto) war ein kanadischer Geher.
Bei den Olympischen Zwischenspielen 1906 in Athen gewann er Silber im 3000-m-Gehen.